# جورج ويلسون
جورج ويلسون (بالإنجليزية: George Wilson)‏ (14 يناير 1892 المملكة المتحدة - 25 نوفمبر 1961 بلاكبول المملكة المتحدة) هو لاعب كرة قدم بريطاني سابق كان يلعب كمدافع.

## روابط خارجية
- جورج ويلسون على موقع قاعدة بيانات كرة القدم.إي يو (الإنجليزية)
- جورج ويلسون على موقع ناشيونال فوتبول تيمز (الإنجليزية)